# Aréola

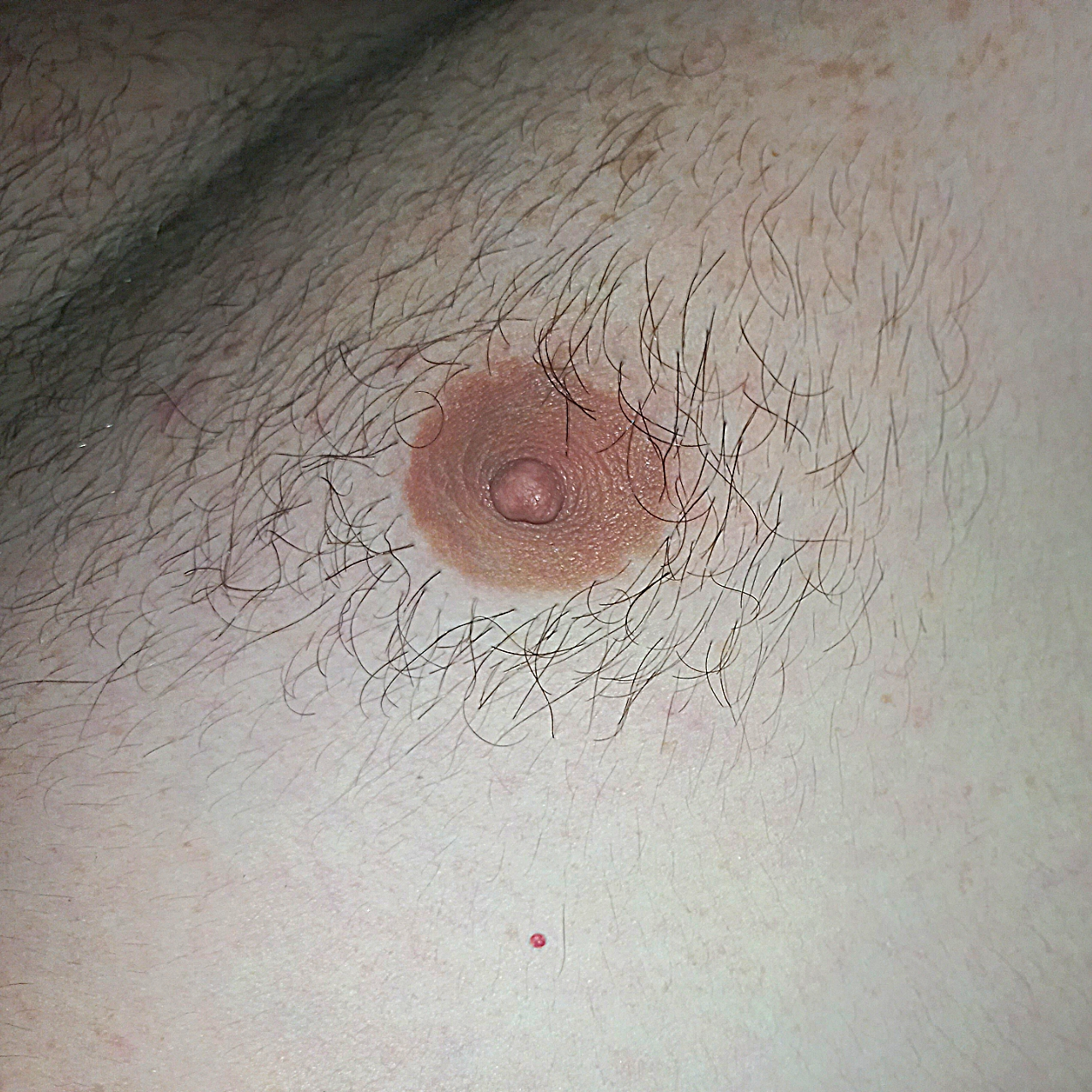
Uma aréola masculina

A aréola humana (areola mammae, [əˈriːələ] ou [ˌæriˈoʊlə]) é a área pigmentada na mama ao redor do mamilo. A aréola, mais geralmente, é uma pequena área circular no corpo com uma histologia diferente do tecido circundante, ou outras pequenas áreas circulares, como uma região inflamada da pele.
O mamilo feminino humano maduro tem várias pequenas aberturas dispostas radialmente ao redor da ponta dos ductos lactíferos dos quais o leite é liberado durante a lactação. Outras pequenas aberturas na aréola são as glândulas sebáceas, também conhecidas como glândulas areolares.

## Sombra
As aréolas podem variar de rosa a vermelho a marrom a marrom escuro ou quase preto, mas geralmente tendem a ser mais pálidas entre pessoas com tons de pele mais claros e mais escuras entre pessoas com tons de pele mais escuros. Uma razão para a cor diferente pode ser tornar a área do mamilo mais visível para o bebê.

## Tamanho e forma

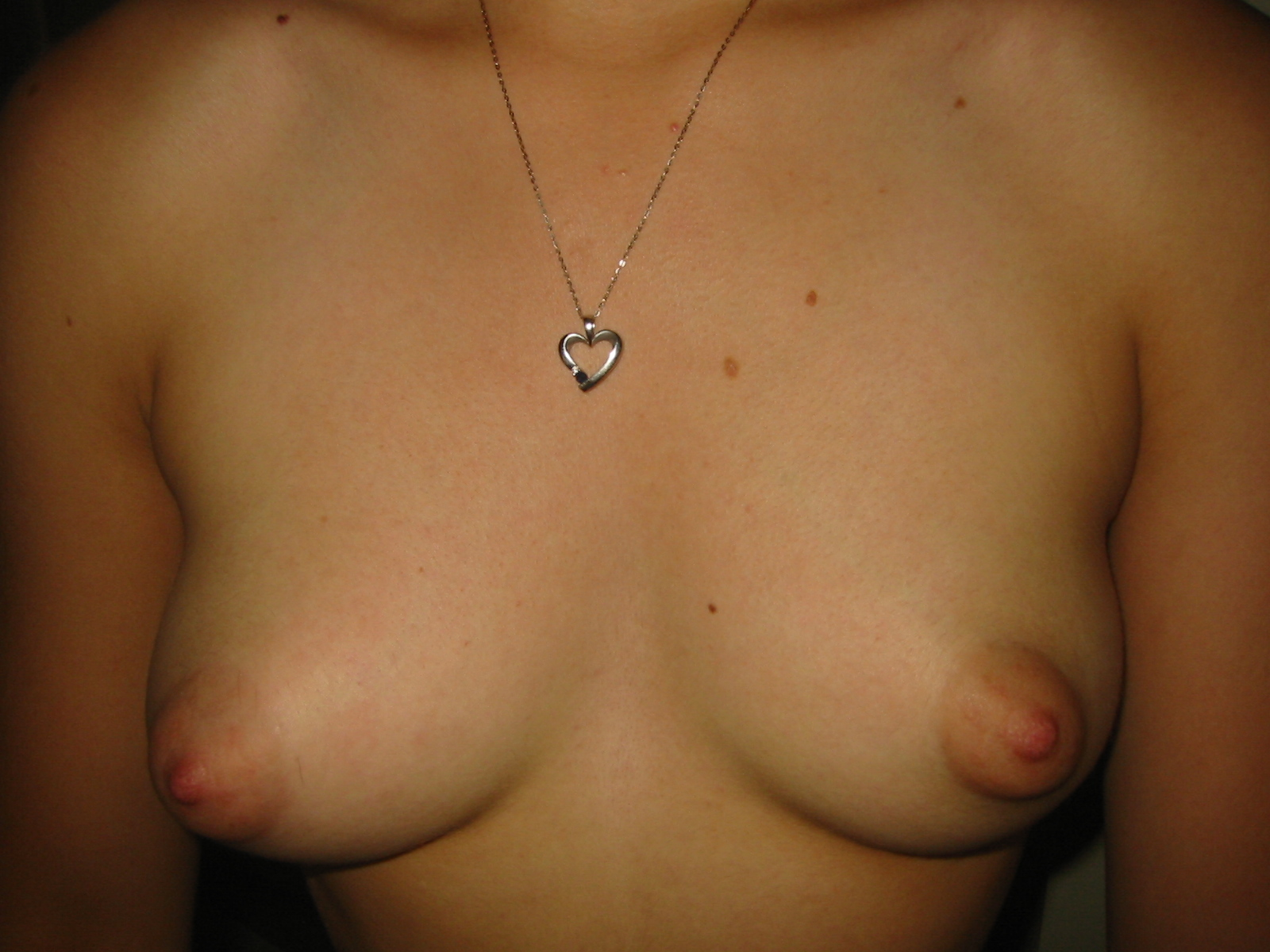
Grandes aréolas em uma mulher de dezenove anos. As mulheres adultas têm aréolas de uma média de 38,1 milímetros (1,5 polegadas), mas os tamanhos variam até 100 milímetros (4 polegadas) ou mais.

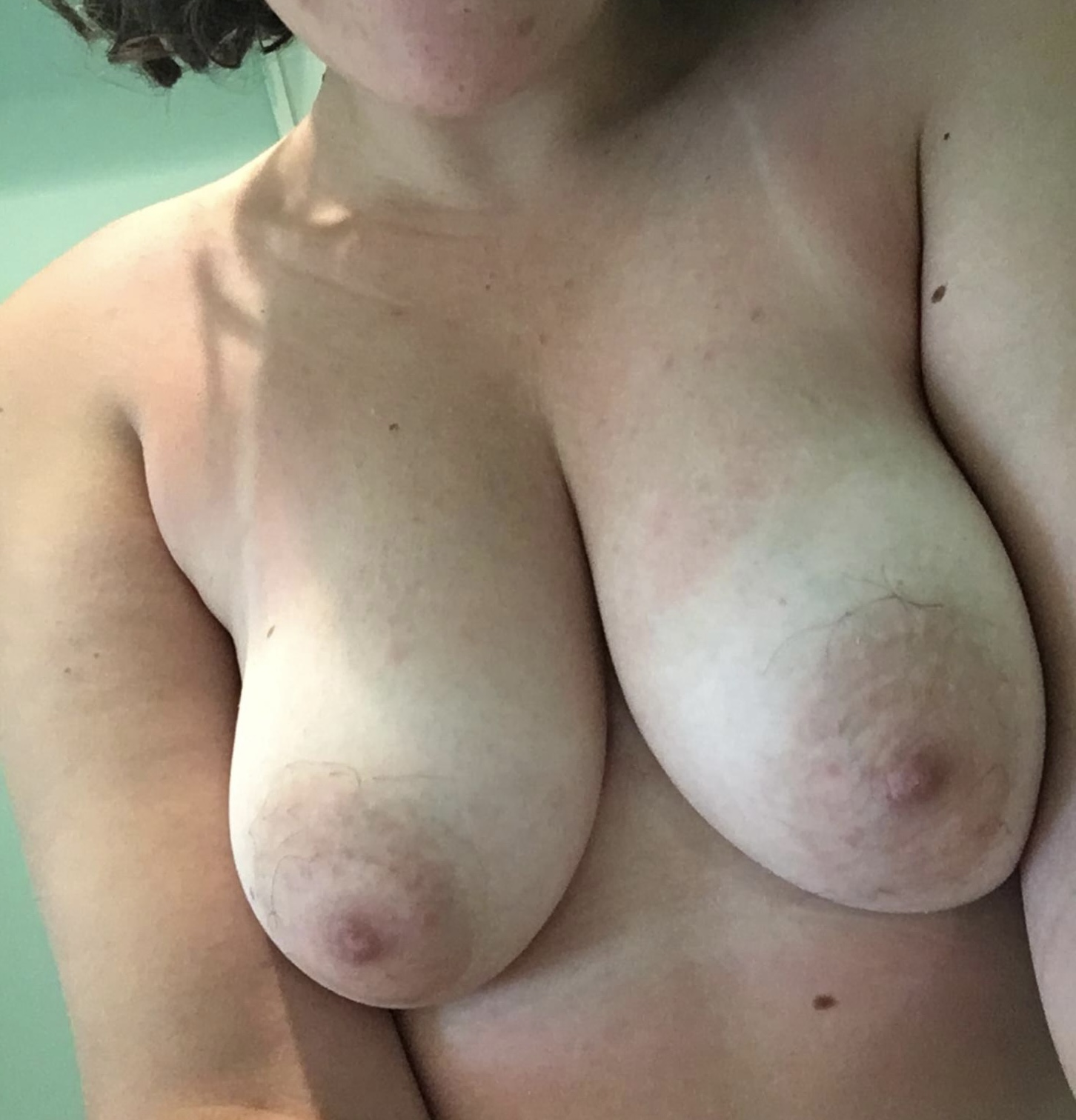
Uma jovem com aréolas grandes e peludas

O tamanho e a forma das aréolas e mamilos também são altamente variáveis, sendo os das mulheres geralmente maiores que os dos homens e das meninas pré-púberes. As aréolas humanas são principalmente circulares, mas muitas mulheres têm grandes aréolas que são visivelmente elípticas.
O diâmetro médio das aréolas masculinas é de cerca de 28 milímetros (1,1 polegadas). As mulheres sexualmente maduras têm uma média de 38,1 milímetros (1,5 polegadas), mas os tamanhos podem exceder 100 milímetros (4 polegadas). Mulheres lactantes e mulheres com mamas particularmente grandes podem ter aréolas ainda maiores. Uma função da derme especializada da aréola é proteger a pele normal da mama do desgaste, rachaduras e irritação. Os bebês às vezes criam trauma no mamilo e nas aréolas ao fazer a trava.
Classificadas de acordo com a escala de Tanner de desenvolvimento físico feminino, as aréolas aumentam durante o estágio 3, mas não apresentam separação de contorno. Durante o estágio 4, as aréolas e papilas se elevam acima do nível do peito e formam montículos secundários. No estágio 5, os seios estão totalmente desenvolvidos. Como isso resultou em recessão das aréolas, as papilas podem atingir um pouco acima do contorno das mamas.